# Dasybranchus serratus
Dasybranchus serratus är en ringmaskart som beskrevs av Hartmann-Schröder 1974. Dasybranchus serratus ingår i släktet Dasybranchus och familjen Capitellidae. Inga underarter finns listade i Catalogue of Life.